# Matteo Arnaldi
Matteo Arnaldi (født 22. februar 2001 i Sanremo, Italien) er en mandlig professionel tennisspiller fra Italien.